# Te vi (canción de Piso 21)
«Te vi» es una canción grabada por la banda colombiana Piso 21, donde cuenta con la participación del cantante venezolano Micro TDH. Fue presentado el 14 de diciembre de 2018.

## Antecedentes y composición
La canción marca la colaboración entre Piso 21 y Micro TDH. «Te vi» es una canción pop, fusionado con el estilo de reguetón, pop y ritmos latinos. Tiene una duración de tres minutos y 51 segundos en su versión original, mientras que el videoclip dura cuatro minutos y 13 segundos. Fue escrita por Daniel Echavarría Oviedo (Ovy on the Drums), Christian Salazar, Pablo Mejía Bermúdez (Pablo), Juan David Huertas Clavijo (El Profe), David Escobar Gallego (Dim), Juan David Castaño Montoya (Llane) y Fernando Morillo (Micro TDH). Fue el último sencillo donde participó Castaño, ya que en 2019, anunciaría su carrera como solista, y sería reemplazado por David Lorduy Hernández (Lorduy).

## Video musical
El videoclip fue grabado en la ciudad de Medellín bajo la producción de 36 Grados y la dirección de Harold. Asimismo, fue lanzado el 14 de diciembre de 2018 por el canal de Piso 21 en Youtube.

### Sinopsis
Según lo que se aprecia, aparece un niño pegando un afiche que dice: "Hoy Gran Concierto: Piso 21 con Micro TDH". A eso, aparecen Pablo, Profe, Dim y Llane junto a TDH y Ovy on the Drums (quien actúa dentro del videoclip) donde se presentan en un barrio colorido donde están niños jugando, mujeres paseando y personas pasando el tiempo en tranquilidad. A continuación, Piso 21 organiza el concierto en la plaza del barrio, donde todo el público asistente empieza a bailar al ritmo de Piso 21, Micro TDH y Ovy on the Drums.

## Créditos y personal
Autores
- Daniel Echavarría Oviedo
- Christian Salazar
- Pablo Mejía Bermudez
- Juan David Huertas Clavijo
- David Escobar Gallego
- Juan David Castaño Montoya
- Fernando Morillo

Producción y Dirección
- Ovy on the Drums - Beatmaker
- Yohand Gonzáles  -  Productor
- 36 Grados - Productora audiovisual
- Harold - Director

## Historial de lanzamiento
| País   | Fecha                   | Formato   | Discográfica        |
| ------ | ----------------------- | --------- | ------------------- |
| México | 14 de diciembre de 2018 | streaming | Warner Music México |
| Varios | 14 de diciembre de 2018 | streaming | Warner Music Latina |

## Posiciones
| Listas (2018)              | Mejor posición |
| -------------------------- | -------------- |
| Argentina (Billboard)      | 18             |
| Chile (Los 40)             | 14             |
| Colombia (National Report) | 5              |

## Certificaciones
| País   | Organismo certificador | Certificación | Ventas certificadas | Ref.  |
| ------ | ---------------------- | ------------- | ------------------- | ----- |
| México | AMPROFON               | 3× Platino    | 180 000             | [ 8 ] |